# Kelemen Krizosztom
Kelemen (Ferenc) Krizosztom (Hahót, Zala vármegye, 1884. január 10. – Pittsburgh, USA, 1950. november 7.) pannonhalmi főapát, az MTA tagja.

## Élete
A Zala vármegyei Hahóton született Kelemen Ferenc néven, Kelemen Ferenc kovácsmester és Jankó Lóri fiaként. Édesapja 1883. december 31.-én hunyt el, fia születése előtt másfél héttel. Középiskolába Keszthelyen járt, majd 1903-ban belépett a bencés rendbe, teológiát Pannonhalmán tanult; tanári képesítést a Budapesti Tudományegyetemen szerzett. 1910 és 1916 között Pápán tanított, majd Nyalkán plébánosként működött. 1928-tól Győrött gimnáziumi igazgató, majd 1933–1947 között Pannonhalmán főapát volt. 1945-ig tagja volt az MTA-nak és a felsőháznak. 1947-ben Brazíliába távozott.
1944-ben, a Szálasi-kormány idején a pannonhalmi főapátság épületegyüttese a Nemzetközi Vöröskereszt égisze alatt gyermekmenhelyként is működött. A személyzeten kívül 760 fő, köztük 418 gyermek kapott ellátást és menedéket; fiatal leventéket, bujkáló zsidókat és szökött katonákat is befogadtak. Kelemen Krizosztom főapát lakásában a Gestapo október 25-én sikertelen házkutatást tartott. Nyilasok később is zaklatták, de a pártfogoltakat nem adta ki. November végén aláírta a Szálasinak küldött, „a Dunántúl megkímélését célzó egyházfői memorandumot”.
Egyházi és szépirodalmi munkái a vidéki és a fővárosi lapokban jelentek meg. Írásaiban főleg az ifjúság nevelésével foglalkozott. Hamvait 1984-ben, születésének századik évfordulóján Pannonhalmán helyezték örök nyugalomra.

## Művei
- A Pannonhalmi Bencés Rend története 6/B – Opus Dei imádságos és énekeskönyv Pannonhalma, 1942